# 甲斐中文治郎
甲斐中 文治郎（かいなか ぶんじろう、1898年（明治31年）1月17日 - 1974年（昭和49年）12月24日）は、日本の弁護士、政治家。衆議院議員 (1期) を務めた。

## 経歴
兵庫県城崎郡五荘村（現・豊岡市）栃江に生まれる。苦学の末、弁護士となり、内務省嘱託や斎藤隆夫の秘書になった。1947年五荘村長に就任、1950年に合併による豊岡市発足まで務めた。斎藤隆夫の死（1949年）を受けて地盤を受け継ぎ、1952年の第25回衆議院議員総選挙において兵庫5区から自由党公認で出馬して初当選。1953年の第26回衆議院議員総選挙で落選。1958年の豊岡市長選では現職の佐川辰夫に敗れた。

## 親族
- 次男：甲斐中辰夫 - 最高裁判所判事[3]